# 太陽は知っている (柏原芳恵の曲)
「太陽は知っている」（たいようはしっている）は、1985年7月3日に発売された柏原芳恵の22枚目のシングル。

## 概要
A面曲「太陽は知っている」の作曲は、「夏模様」以来8作ぶりとなる松尾一彦が担当した。同年公開の映画『俺ら東京さ行ぐだ』の挿入歌として使用された。
B面曲の「Gmのバラード」は、一般公募で選出されたヴォーカリスト原木浩とのデュエット曲である。
オリコンチャートでの最高位は10位で、売上は5.9万枚だった。なお、日本テレビ系『ザ・トップテン』では1985年7月22日に10位で初登場し、翌週の29日には9位にランクインした。

## 収録曲
1. 太陽は知っている (4分8秒)
作詞：松井五郎／作曲：松尾一彦／編曲：渡辺博也
2. Gmのバラード (4分18秒)
作詞：原田哲郎／補作詞：原真弓／作曲：三木たかし／編曲：戸塚修
  - 原木浩とのデュエット曲